# نانی بالدینی
نانی بالدینی (ایتالیایی: Nanni Baldini؛ زادهٔ ۱۳ اوت ۱۹۷۵) یک صداپیشه و دیالوگ‌نویس اهل ایتالیا است.
وی بیشتر در زمینهٔ دوبلهٔ کارتون‌ها و انیمیشن‌ها فعالیت دارد و دوبلو ایتالیایی استووی گریفن، خرِ شِـرِک و مرغ ربات است.